# 細川亮一
細川 亮一（ほそかわ りょういち、1947年 - ）は、日本の哲学研究者。九州大学名誉教授。

## 来歴
東京都生まれ。1970年東京大学文学部卒業。75年同大学院博士課程満期退学。山口大学講師、1980年九州大学文学部助教授、のち教授。1984-1986年フンボルト奨学生としてドイツに学ぶ。1991年「意味・真理・場所 -ハイデガーの存在の問い」で東大文学博士。九州大学人文科学研究院教授。2012年定年退任。

## 著書
- 『意味・真理・場所 ハイデガーの思惟の道』創文社、1992
- 『ハイデガー哲学の射程』創文社、2000
- 『ハイデガー入門』ちくま新書、2001
- 『形而上学者ウィトゲンシュタイン 論理・独我論・倫理』筑摩書房、2002
- 『ヘーゲル現象学の理念』創文社、2002
- 『アインシュタイン物理学と形而上学』創文社、2004
- 『純化の思想家ルソー』九州大学出版会、2007
- 『道化師ツァラトゥストラの黙示録』九州大学出版会、2010
- 『要請としてのカント倫理学』九州大学出版会、2012

編
- 『幸福の薬を飲みますか?』編、ナカニシヤ出版、1996

翻訳
- 『ハイデッガー全集 第34巻(第2部門 講義 1919-44)　真理の本質について プラトンの洞窟の比喩と「テアイテトス」』イーリス・ブフハイム共訳、創文社、1995